# Вербівська Катерина Іванівна
Катерина Іванівна Вербівська (25 жовтня 1962, с. Киселівка, Катеринопільський район, Черкаська область) – українська поетка, член Національної спілки письменників України з квітня 2016, авторка дев'яти поетичних збірок, лауреатка літературних премій.

## Життєпис
Народилася в селі Киселівка Катеринопільського району Черкаської області. Походить із селянської родини. У семирічному віці разом із батьками перебралася до смт Мокра Калигірка, де здобула середню освіту (1979).
Два роки працювала завідувачкою бібліотеки Мокрокалигірської ЗОШ.
Закінчила Київський інститут культури ім. О. Корнійчука (1986).
З того часу і донині працює в Черкаській обласній бібліотеці для юнацтва ім. Василя Симоненка завідувачкою відділу читальних залів.
Керівник Черкаського обласного літературного об’єднання ім. Василя Симоненка, активна популяризаторка літератури.
Друкується з 2012.

## Поетичні збірки
- «Вистигле літо»: поезії. – Черкаси: видавець Чабаненко Ю. А., 2013. – 99 с.[4].
- «Передчасся весни»: поезії. –  Черкаси: видавець Чабаненко Ю. А., 2013. – 94 с.
- «Бурштинові миті»: поезії. –  Черкаси: видавець Чабаненко Ю. А., 2014. – 108 с[5].
- «Листопадові рої»: поезії. – Черкаси: видавець Чабаненко Ю. А., 2015. – 122 с[6].
- «Горицвітова сопілка»: поезії. – Черкаси: видавець Чабаненко Ю. А., 2017. – 118 с.
- «Наливковий ранок»: поезії. –  Черкаси: видавець Чабаненко Ю. А., 2018. – 110 с[7].
- «Ненадивленість»: поезії. – Черкаси: видавець Чабаненко Ю. А., 2020. – 114 с[8].
- «Тополине танго»: поезії. –  Черкаси: видавець Чабаненко Ю. А., 2020. – 156 с.
- «Озолоти»: поезії. – Черкаси: видавець Чабаненко Ю.А., – 2022. – 273 ст.

## Відзнаки
- Лауреат Літературної премії імені Михайла Масла за книгу «Горицвітова сопілка» (2017)[9].
- Лауреат Всеукраїнської літературної премії імені Данила Кононенка за книгу «Наливковий ранок» (2018)[10] (2018).
- Лауреат Всеукраїнської літературної премії імені Миколи Томенка за збірку поезій «Ненадивленість» (2020)[11] (2020).
- Лауреат Літературно-мистецької премії імені Михайла Старицького (2021) за плідну літературну діяльність, створення численних відеосюжетів на телебаченні та в соціальних мережах[12] (2021).
- Лауреат Всеукраїнської літературно-мистецької премії імені Івана Дробного в номінації «Поезія» (2022) за збірку поезій «Тополине танго»[13][14] (2022).
- Переможниця літературно-мистецького (пісенного) конкурсу імені Миколи Негоди – Анатолія Пашкевича, як автор слів пісні «Весняне», музика Таміли Чупак (2023).